# 王尹镇
王尹镇，是中华人民共和国甘肃省天水市秦安县下辖的一个乡镇级行政单位。
2015年10月9日，甘肃省民政厅批复同意撤销王尹乡，设立王尹镇。

## 行政区划
王尹镇下辖以下地区：
尹川村、王川村、张底村、胡坪村、南瓦村、陶阳村、郝康村、李庄村、西王村、王新村、王庙村、姚沟村、赵梁村、李磨村、马河村、孙湾村、付山村和郭山村。